# Тай, Жан де ла
Жан де ла Тай (Тайль; фр. Jean de la Taille; ок. 1540 — ок. 1611) — французский поэт и драматург.

## Биография и творчество

Герб де ла Тай

Происходил из старинного знатного рода, обосновавшегося в Босе не позднее XIII века. Учился в университете Орлеана, затем перебрался в Париж, где посещал различные поэтические кружки (в частности, курсы гуманиста Марка Антуана Мюре).
Он был одним из приближенных Генриха Наваррского и посвятил своего «Образцового государя» королю, почтившему его своей дружбой. Его книга, написанная в 1573 году, то есть год спустя после Варфоломеевской ночи, свидетельствует об эволюции его политической мысли. Само название книги «Образцовый государь» показывает, что автор намерен бороться против бытующего среди протестантов мнения о том, что власть короля надо урезать в пользу собраний или городов. В этой книге он отступает от традиционных монархических принципов, хотя и не полностью порывает со своими надеждами монархомаха. В сфере религии он, как и другие протестанты, разумеется, выступает за свободу вероисповедания.
Он писал комедии, трагедии и считался создателем ряда театральных правил, которые утвердились в следующем веке, в эпоху классицизма. Принадлежал к «Плеяде»; ученик Ронсара и друг Дю Белле, шедший по их стопам, но имеющий и самостоятельное значение. Его сатиры, первые образцы этого рода, предвосхищают жанр Воклэна де ла Френе. В «Art de la tragedie» Тай восставал против соти, моралите и «иных горьких пряностей, которые портят наш язык» и одновременно со Скалигером указывал на закон трёх единств.
Его трагедия «Saul le furieux» характерна своей искренностью, связанной с её религиозным мотивом; её библейский сюжет, избавивший автора от гнета античных образцов, дает Лансону право назвать «Саула» одной из интереснейших трагедий XVI века. Ла Тайль проявляет большое психологическое мастерство в изображении омраченного сознания Саула, его душевных колебаний, его борьбы против высших сил. «Art de la tragedie» и «Saul» напечатаны в первом издании сочинений Тая (1572); во втором (1573) к ним присоединены трагедия «Les Gabaonites» и комедия в прозе «Les Corrivaux»; ему же принадлежит «Discours notable des duels» (1607). Де ла Таю приписывают «Histoire abregee des singeries de la Ligue» (1595), которая имела много изданий вместе с Меннипповой Сатирой.
Свои теоретические взгляды изложил в трактате «Искусство трагедии», где отзывается с презрением о театре, «пригодном только для простонародья». Частично опираясь на опыт Жака Гревена, автора «Юлия Цезаря», или Этьена Жоделя формулирует правило трех единств и определяет сюжет трагедии — великие несчастья, обрушивающиеся на государей из-за «непостоянства фортуны» или жестокости тиранов. Несчастья, ожидающие героев, уже известны, поэтому не требовал изображения действия. Также выражает сожаление, что во Франции мало хороших пьес и что даже эти пьесы не ставятся в настоящем театре вследствие невежества дворян и придворных. Также драматурги-протестанты, преследуя открыто проповеднические цели, стремились воздействовать на широкие массы верующих и потому создавали трагедии на библейские сюжеты, хотя использовали при этом структуру античной драмы.
Его брат Жак де ла Тай (Jacques de la Taille, 1542—1562) написал две трагедии, «Daire» и «Alexandre» (1573), и «Discours sur la maniere de faire des vers en francois comme en grec et en latin» (1573). 

## Известные высказывания
- «Нужно всегда представлять историю или сюжет в один и тот же день, в одно и то же время и в одном и том же месте»[4].